# Bürgstadt
Bürgstadt település Németországban, azon belül Bajorországban. Lakosainak száma 4266 fő (2023. december 31.). Bürgstadt Collenberg, Freudenberg, Eichenbühl, Miltenberg és Großheubach községekkel határos.

## Népesség
A település népessége az elmúlt években az alábbi módon változott:
| Lakosok száma | 1500 | 2725 | 3565 | 3864 | 4292 | 4332 | 4267 | 4236 | 4282 | 4266 |
|               | 1875 | 1950 | 1975 | 1987 | 2012 | 2014 | 2016 | 2017 | 2021 | 2023 |